# Aventiopsis
Aventiopsis là một chi bướm đêm thuộc họ Geometridae.